# Паспорт гражданина Непала
Паспорт гражданина Непала — официальный документ, выдающийся гражданам Непала для удостоверения их личности и для поездок за границу.

## Типы паспортов
- Обычный
- Официальный
- Дипломатический

## Страны где разрешён безвизовый въезд и получение визы по прибытии
В следующих странах и территориях граждане Непала могут приезжать на отдых на короткие сроки, без получения визы или получая прямо по прибытии. Обычный паспорт гражданина Непала считается нежелательным для использования его в международных поездках.

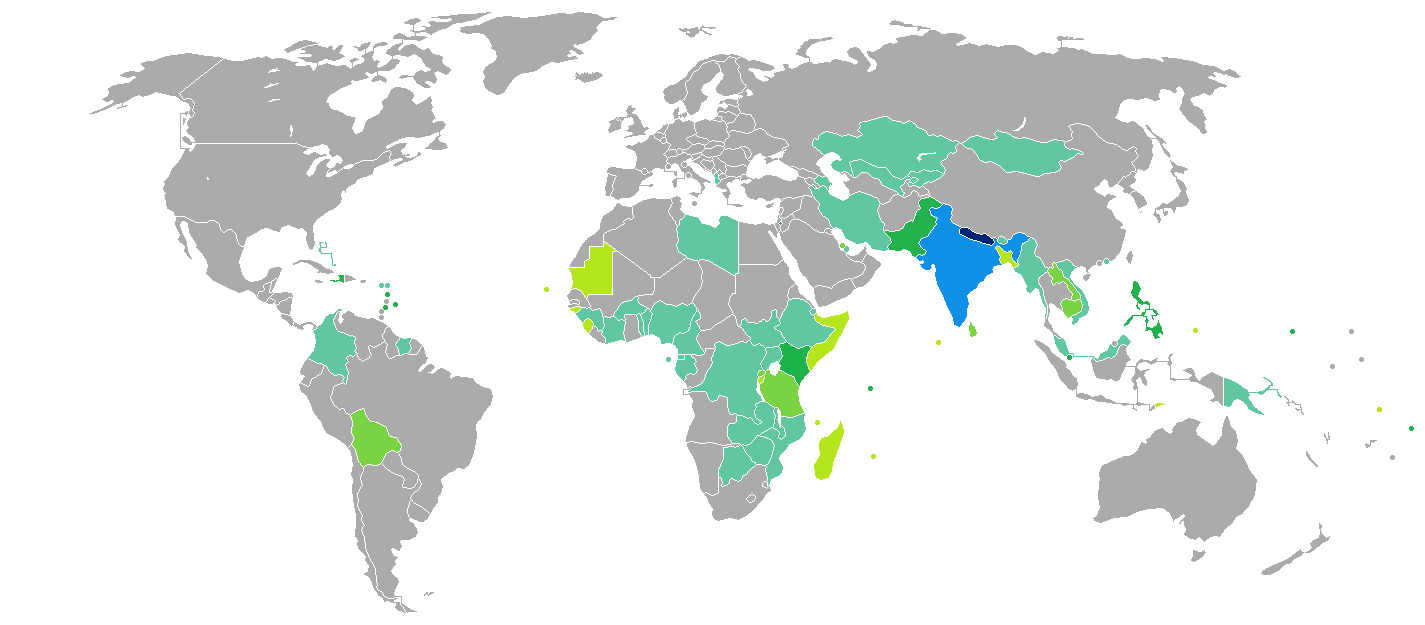
Страны и территории с безвизовым въездом или визами по прибытии для владельцев обычных непальских паспортов
Непал
Безвизовый режим
Виза по прибытии
eVisa
Виза доступна как по прибытии, так и онлайн
Визовый режим

## Азия
| Страны и территории | Условия пребывания                              |
| ------------------- | ----------------------------------------------- |
| Индия               | неограниченно                                   |
| Армения             | 120-дневная виза, по прибытии. Цена: 15,000 AMD |
| Азербайджан         | 30-дневная виза, по прибытии                    |
| Камбоджа            | 30-дневная виза, по прибытии                    |
| Грузия              | 3-месячная виза, по прибытии                    |
| Лаос                | 30-дневная виза, по прибытии                    |
| Макао               | 30-дневная виза, по прибытии                    |
| Малайзия            | 30-дневная виза, по прибытии                    |
| Мальдивы            | 30 дней                                         |
| Пакистан            | 30 дней                                         |
| Филиппины           | 21 дней                                         |
| Сингапур            | 30 дней                                         |
| Шри-Ланка           | 30 дней                                         |
| Сирия               | 15-дневная виза, по прибытии                    |
| Восточный Тимор     | 30-дневная виза, по прибытии                    |

## Африка
| Страны и территории | Условия пребывания                                |
| ------------------- | ------------------------------------------------- |
| Кабо-Верде          | visa issued on arrival                            |
| Коморы              | visa issued on arrival                            |
| Джибути             | 1-месячная виза, по прибытии                      |
| Египет              | 30-дневная виза, по прибытии                      |
| Кения               | 3-месячная виза, по прибытии                      |
| Мадагаскар          | 90-дневная виза, по прибытии                      |
| Мозамбик            | 1-месячная виза, по прибытии                      |
| Сейшельские Острова | 1 месяц                                           |
| Танзания            | 3-месячная виза, по прибытии                      |
| Того                | 7-дневная виза по прибытии                        |
| Уганда              | 3-месячная виза lado                              |
| Замбия              | 3-месячная виза, по прибытии (недоступная ссылка) |

## Америки
| Страны и территории      | Условия пребывания |
| ------------------------ | ------------------ |
| Доминиканская Республика | 21 дней            |
| Эквадор                  | 90 дней            |
| Гаити                    | 3 месяца           |
| Сент-Китс и Невис        | 14 дней            |
| Сент-Винсент и Гренадины | 1 месяц            |

## Европа
| Страны и территории | Условия пребывания                                           |
| ------------------- | ------------------------------------------------------------ |
| Косово              | 90 дней Архивная копия от 2 сентября 2017 на Wayback Machine |

## Океания
| Страны и территории           | Условия пребывания |
| ----------------------------- | ------------------ |
| Острова Кука                  | 31 день            |
| Федеративные Штаты Микронезии | 30 дней            |
| Ниуэ                          | 30 дней            |
| Палау                         | 30 дней            |
| Самоа                         | 60 дней            |
| Тувалу                        | 1 месяц            |

## Галерея
|  |  |